# BAC One-Eleven
A British Aircraft Corporation One-Eleven, más néven a BAC–111, BAC–1–11 vagy BAC 1–11 brit rövid hatótávolságú sugárhajtású utasszállító repülőgép. A gép koncepciója a Hunting Aircraftnál született meg, később a British Aircraft Corporation (BAC) fejlesztette és gyártotta, amikor a Hunting összeolvadt a BAC-vel és más brit repülőgépgyártókkal az 1960-as években.
A One-Eleven-t a Vickers Viscount helyettesítésére tervezték meg rövid távú útvonalakra. A francia Sud Aviation Caravelle után ez volt a második rövid távú sugárhajtású utasszállító repülőgép, amelyet szolgálatba állítottak. A Caravelle-éhez képest hatékonyabb sugárhajtóművei voltak, ugyanakkor hasonló repülési élményt nyújtott. A népszerű típus példányainak több mint felét az Egyesült Államokban értékesítették. A One-Eleven az egyik legsikeresebb brit tervezésű utasszállító repülőgép, amelyet valaha szolgálatba állítottak. Az 1990-es években a zajkibocsátással kapcsolatos korlátozások miatt vonták ki a forgalomból.
Romániában a bukaresti IRMA gyártotta 1982–1989 között ROMBAC 1–11 típusjelzéssel. Romániában összesen 10 darabot építettek.

## Műszaki adatok (BAC One-Eleven 200)

### Általános adatok
- Gyártó: British Aircraft Corporation
- Első repülés: 1963. augusztus 20.
- Személyzet: 2 fő
- Szállítható személyek száma: 89 fő

### Méret- és tömegadatok
- Hossz: 28,50 m
- Fesztáv: 26,97 m
- Magasság: 7,47 m
- Szárnyfelület: 91 m2
- Üres tömeg: 21 007 kg
- Maximális felszállótömeg: 35 600 kg
- Maximális hasznos terhelés: 8023 kg

### Hajtóművek
- Hajtóművek száma: 2
- Hajtóművek típusa: Rolls-Royce Spey RB.163 alacsony kétáramúsági fokú gázturbinás sugárhajtómű
- Hajtómű tolóereje: 46,3 kN

### Repülési adatok
- Utazósebesség: 815 km/h
- Legnagyobb sebesség: 882 km/h
- Utazómagasság: 11 000 m
- Hatótávolság: 1340 km